# Tv-julekalender
En tv-julekalender er en tv-serie i typisk 24 afsnit, der sendes fra 1. december til 24. december, hvor julen som oftest er det gennemgående tema. Konceptet stammer fra den trykte julekalender, der så med tiden er blevet suppleret med tv-underholdning. Konceptet med tv-julekalendere stammer oprindeligt fra Sverige, men har også bredt sig til Danmark, Norge, Finland og Island.
Sveriges Television har sendt årlige julekalendere siden 1960, DR siden 1962, Yle siden 1963, NRK siden 1970, RUV siden 1988, TV 2 siden 1990 og TV 2 Norge siden 1992.

## Oversigter over tv-julekalendere
- Børnenes U-landskalender (DR)
- TV 2's tv-julekalendere
- Voksen-julekalender (DR og TV 2)